# Israëlische luchtaanval op de Iraanse ambassade in Damascus
Op 1 april 2024 werd het bijgebouw van het Iraanse consulaat naast de Iraanse ambassade in Damascus in Syrië, verwoest door een Israëlische luchtaanval. Bij deze aanval kwamen 16 mensen om het leven, waaronder een hoge commandant van de Quds Force van de Islamitische Revolutionaire Garde (IRGC), brigadegeneraal Mohammad Reza Zahedi, en zeven andere IRGC-officieren. Daarnaast verloren twee burgers het leven. Deze bombardementen vonden plaats tijdens een periode van verhoogde spanning tussen Israël en Iran, te midden van de Israël-Hamas-oorlog en het Israël-Hezbollah-conflict. Veel landen en internationale organisaties spraken hun afkeuring uit over de aanval. Als vergeldingsactie voerde Iran twee weken na de bombardementen luchtaanvallen met raketten en drones uit op Israël.

## Achtergrond
Sinds 2013 heeft Iran een deel van zijn troepen in Syrië gestationeerd als reactie op de Syrische Burgeroorlog. Dit komt doordat Syrië een cruciale bondgenoot van Iran is. Bovendien heeft Iran zich beziggehouden met het trainen en financieren van paramilitaire troepen, waaronder Hezbollah, evenals buitenlandse milities uit Irak en Afghanistan. Deze activiteiten vinden niet alleen plaats in Syrië, maar ook in het naburige Libanon. Sinds het begin van de Syrische burgeroorlog in 2011 heeft Israël honderden luchtaanvallen uitgevoerd op Hezbollah-doelen in het land.
Sinds het uitbreken van de oorlog tussen Israël en Hamas in oktober 2023 heeft Israël de intensiteit van zijn aanvallen op Syrië opgevoerd.  Israël lanceerde minstens drie aanvallen op luchthavens in Syrië, met name op Damascus en Aleppo, tussen 12 en 22 oktober 2023. In het bijzonder waren Razi Mousavi, een hoge Iraanse generaal, in de Syrische hoofdstad Damascus op 25 december 2023, en brigadegeneraal Sadegh Omidzadeh, een inlichtingenofficier van de Quds Force van de IRGC, slachtoffer bij aanvallen op 20 januari 2024.

## Aanval
Het bijgebouw van het Iraanse consulaat naast de Iraanse ambassade in Damascus werd op 1 april 2024 verwoest door een Israëlische luchtaanval. Hossein Akbari, de Iraanse ambassadeur, beweerde dat het consulaatgebouw “het doelwit was van zes raketten van Israëlische F-35 gevechtsvliegtuigen”. Volgens de New York Times (NYT) bevestigden vier Israëlische functionarissen anoniem de Israëlische verantwoordelijkheid voor de aanval. The Guardian verklaarde dat Israëlische gevechtsvliegtuigen verantwoordelijk waren voor de aanval.
Het vermoedelijke primaire doelwit van de aanval was brigadegeneraal Mohammad Reza Zahedi, de commandant van de Quds Force van de IRGC. Hij kwam om het leven tijdens de aanval. Volgens The Guardian was Zahedi een zeer belangrijke figuur in de relatie tussen Iran en Hezbollah. De New York Times meldde dat een anonieme bron van de Revolutionaire Garde verklaarde dat de aanval gericht was op een ontmoeting tussen Iraanse inlichtingenfunctionarissen en Palestijnse militanten, waaronder leiders van de Palestijnse Islamitische Jihad, die de oorlog in Gaza bespraken.
Beelden en foto’s van het consulaatgebied na de aanval onthulden aanzienlijke schade. Iraanse media berichtten dat het gebouw volledig was verwoest, terwijl de ambassadeur en zijn gezin, die in de aangrenzende ambassade verbleven, ongedeerd bleven.
Door het bombardement raakte het Canadese ambassadegebouw aan de andere kant van het consulaire gebouw ook beschadigd, daarbij werden ten minste enkele ramen vernield. De Canadese ambassade is sinds de Syrische burgeroorlog gesloten, maar is nog steeds eigendom van de Canadese overheid.

## Slachtoffers
In totaal vielen er zestien doden, waaronder zeven soldaten van de Islamitische Revolutionaire Garde (IRGC), vijf door Iran gesteunde militieleden, een Hezbollah-strijder, een Iraanse adviseur en twee burgers. Naast Zahedi stierven onder meer zijn plaatsvervangende brigadegeneraal Mohammad Hadi Haji Rahimi en vijf Iraanse functionarissen: Hossein Aman Elahi, Sayid Mehdi Jalalati, Ali Agha Babaei, Sayid Ali Salehi Roozbahani en Mohsen Sedaghat.  Zahedi was de hoogste IRGC-officier die om het leven kwam sinds de dood van Qasem Soleimani door de Verenigde Staten van Amerika in januari 2020.

## Vergeldingsactie
Op 13 april 2024 voerde Iran luchtaanvallen uit op het noorden en zuiden van Israël als vergelding voor de Israëlische luchtaanval op de Iraanse ambassade in Damascus op 1 april. Deze aanvallen omvatten zowel drones als ballistische raketten. De Israëlische luchtafweer onderschepte een groot deel van de munitie, waardoor de schade beperkt bleef.